# Praha-Horní Počernice
Praha-Horní Počernice – stacja kolejowa w Pradze, w dzielnicy Horní Počernice, w Czechach przy ulicy Libuňskiej 632/1. Znajduje się na linii kolejowej Praga – Lysá nad Labem - Kolín. Znajduje się na wysokości 285 m n.p.m..
Jest zarządzana przez Správę železnic. Na stacji istnieje możliwość zakupu biletów i rezerwacji miejsc.

## Linie kolejowe
- 231 Praha - Lysá nad Labem - Kolín